# 2
| Calendário gregoriano                                                        | 2 II            |
| Ab urbe condita                                                              | 755             |
| Calendário arménio                                                           | -550 – -549     |
| Calendário bahá'í                                                            | -1842 – -1841   |
| Calendário budista                                                           | 546             |
| Calendário chinês                                                            | 2698 – 2699     |
| Calendário copta                                                             | -282 – -281     |
| Calendário etíope                                                            | -6 – -5         |
| Calendários hindus - Vikram Samvat - Calendário nacional indiano - Cáli Iuga | 57 – 58 N/A     |
| Calendário Holoceno                                                          | 10002           |
| Calendário islâmico                                                          | 639 BH – 638 BH |
| Calendário judaico                                                           | 3762 – 3763     |
| Calendário persa                                                             | 620 BP – 619 BP |
| Calendário rúnico                                                            | 252             |
| Calendário solar tailandês                                                   | 545             |

| Ano completo                    |
| ------------------------------- |
| Ano comum com início ao domingo |

2 (II, na numeração romana) foi um ano comum do século I que começou num domingo no Calendário Juliano. Segundo o horóscopo chinês, foi o ano do Cão. Sua letra dominical foi A.

## Eventos
- Juba II de Mauritânia servindo como conselheiro militar de Caio César na Armênia conhece Glafira princesa capadócia e ex-mulher de Alexandre, irmão Herodes Arquelau, etnarca da Judeia, e apaixona-se por ela.
- O primeiro censo é concluído na China no ano 2, depois de ter começado no ano anterior: os números finais mostram uma população de quase 60 milhões (59.594.978 pessoas em pouco mais de 12 milhões de famílias). O censo é uma das pesquisas mais precisas da história chinesa.[1]

## Mortes
- Lúcio Júlio César , filho natural de Marco Vipsânio Agripa e assim neto e filho adotado por Caio Júlio César Otaviano (Octaviano) Augusto.
- Fraates IV da Pártia, rei dos partos.

## Arte
- Ovídio escreveu um poema didático: "Remédios para o amor".